# Episkop

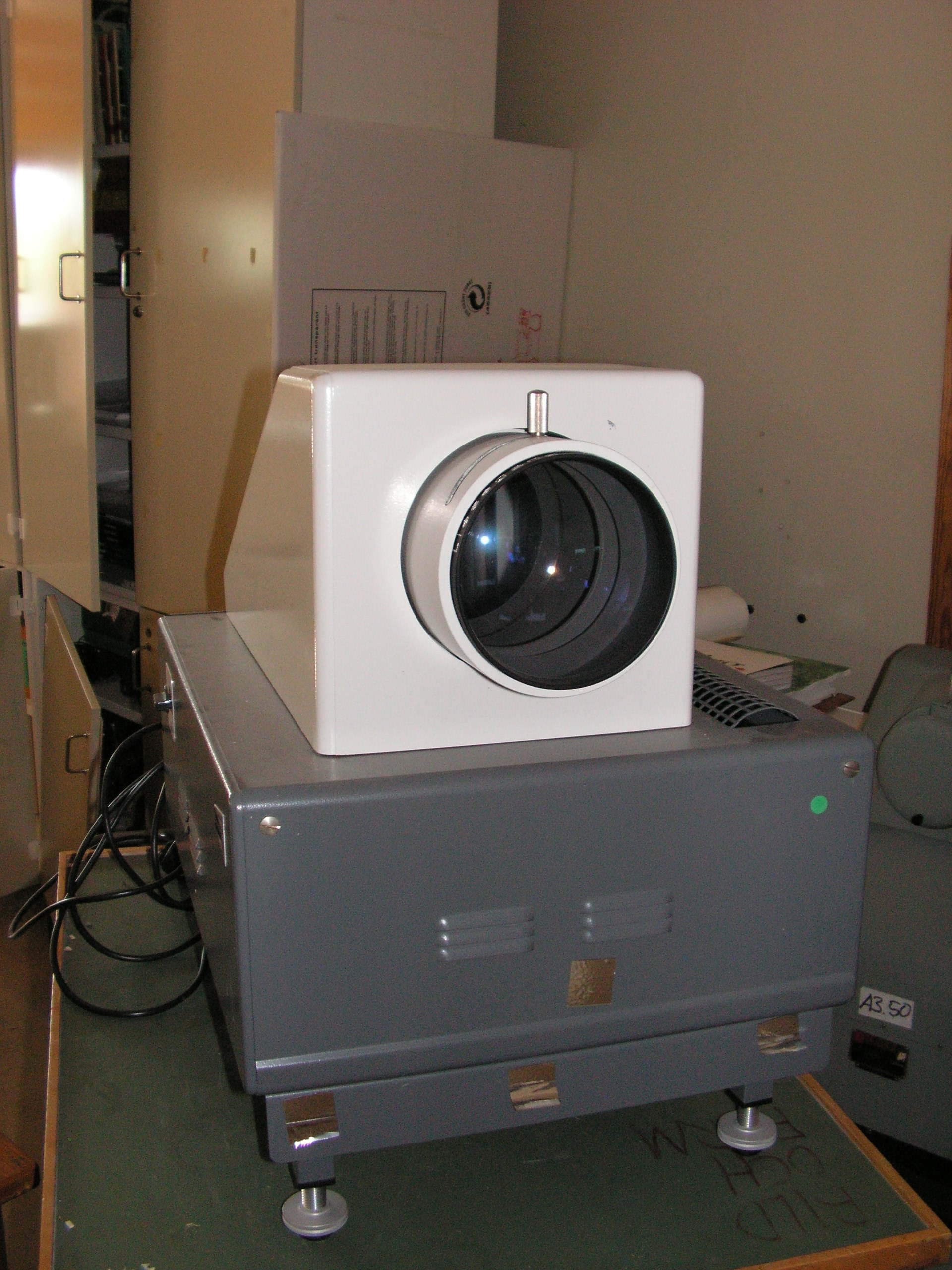
Episkop av modern typ

Episkop eller balloptikon är en projektor som projicerar en belyst bild eller föremål på en vägg eller filmduk. Det objekt som man vill visa placeras i projektorn där det belyses av en kraftig lampa. Genom projektorns linssystem avbildades så objektet på vald yta. 
De bilder som man projicerar ska inte vara genomskinliga. Episkopet kan sägas vara en föregångare till senare tiders overheadprojektorer men med den skillnaden att objektet inte genomlyses utan det är det ljus objektet reflekterar som projiceras.
Episkop används för att projicera bilder från boksidor, teckningar eller föremål. Det har producerats och marknadsförts bland annat som en förstoringsutrustning för konstnärer som tillåter att bilder kan överföras till preparerade ytor som målarduk, eller för lektioner och föredrag.

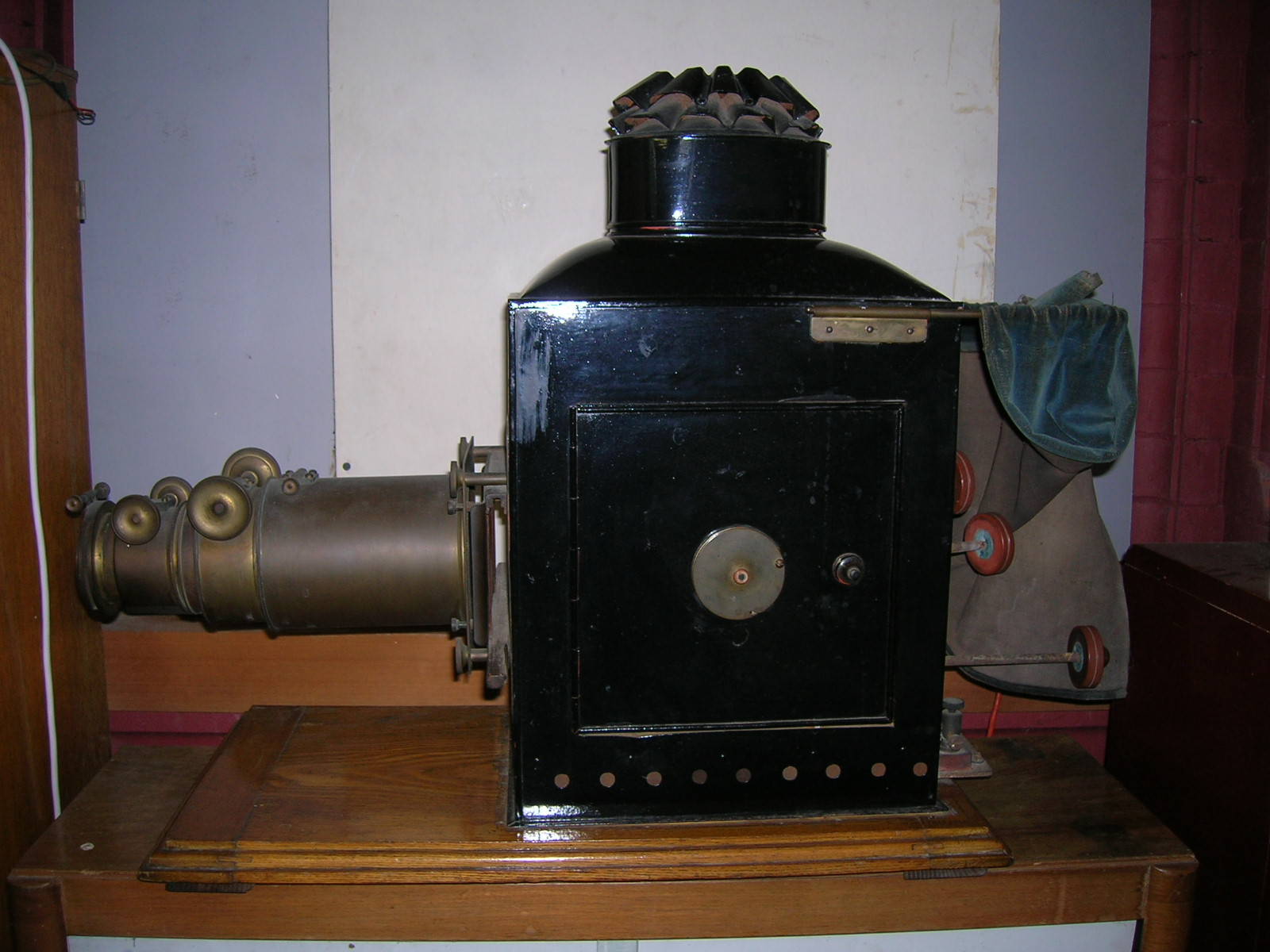
Episkop som i slutet av 1800-talet användes i undervisningssalen på Universitetet i Cambridge

.

## Historik
Ljuskällan i de tidiga episkopen var ofta knallgasljus som senare ersattes med glödlampor eller halogenlampor. I början av och i mitten av 1900-talet marknadsfördes episkopet som en leksak för barn.
Vid början av 1900-talet delades bildvisningen upp i två typer av apparater. Om ljuset gick igenom objektet skedde visningen med ett diaskop och  om visningen skedde med hjälp av reflekterat ljus skedde visningen med ett episkop. Epidaskopet var en sammanbyggnad av de båda apparattyperna där man efter önskan kunde ställa in för episkopisk eller diaskopisk visning.